# Geismannsaal

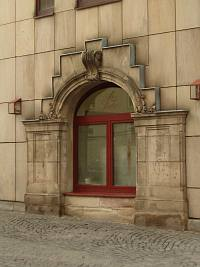
Portalrest der Brauerei Geismann am Flair

Der Geismannsaal war ein Saalbau der Fürther Brauerei Geismann. Zwischen 1896 und 1982 war er als größter Festsaal und Versammlungsort der Stadt vielgenutzter Mittelpunkt des gesellschaftlichen Lebens in Fürth.

## Lage
Der Geismannsaal stand am Hof der Brauerei Geismann an der Bäumenstraße 16–20, der Publikumszugang erfolgte über die Alexanderstraße 9. Auf dem ehemaligen Geismannareal, und damit auch an Stelle des Geismannsaals, steht heute das Einkaufszentrum Flair.

## Baugeschichte
Die Gebrüder Johann Georg und Leonhard Geismann beauftragten 1895 den bedeutenden Fürther Architekten Fritz Walter mit der Planung und dem Bau des Saalbaus, der vor allem durch die Einführung des Doppelbocks Poculator in den 1880er Jahren notwendig geworden war. 1896 wurde der Geismannsaal (damals auch „Geismann's Salvator-Saal“ oder „Geismann’scher Salvator- und Concertsaal“) feierlich eingeweiht. Der reichverzierte Fest- und Konzertsaal mit Emporen lag im ersten Obergeschoss und war über eine ursprünglich doppelarmige Aufgangstreppe auf der Südseite erreichbar. Im Erdgeschoss befand sich eine große Fass- und Wagenhalle, die vom Brauereihof auf der Nordseite zugänglich war.
Seine prachtvolle Jugendstilgestaltung verlor der Saal 1943 im Zweiten Weltkrieg, als er einer Luftmine zum Opfer fiel. Nach einem eiligen, schnörkellosen Neuaufbau erlebte der Geismannsaal seinen zweiten Frühling, ehe er wie die allermeisten umliegenden Gebäude am Geismannareal, darunter die namensgebende Brauerei Geismann sowie der zuletzt als Mälzerei genutzte erste Hauptsitz des Konkurrenten Humbser, für den Bau eines Einkaufszentrums abgebrochen wurde.

## Veranstaltungen
Bis zu seinem Abriss wurde im Geismannsaal alljährlich der Genuss des Poculators zelebriert, legendär waren die Auftritte des bekanntesten fränkischen Humoristen Herbert Hisel und des Nürnberger Mundartduos Peterlesboum bei dessen Eröffnung, an der z. B. auch Maria und Margot Hellwig mitwirkten. Hauskapellen waren im Laufe der Zeit u. a. Alois Eichinger, Jackl Strobel und German Hofmann.
Doch auch politische Veranstaltungen, Rockkonzerte, Boxkämpfe, Faschingsbälle sowie die alljährliche Eröffnung der Michaeliskirchweih fanden hier gleichermaßen einen würdigen Rahmen. Die Spielvereinigung Fürth feierte hier 1914, 1926 und 1929 ihre drei deutschen Fußballmeisterschaften und großen Vereinsjubiläen, das Versandhaus Quelle und das Modehaus Fiedler veranstalteten hier Modeschauen. Selbst für Abschlussprüfungen und wissenschaftliche Ausstellungen wurde zuweilen auf den Geismannsaal zurückgegriffen.
So stellte der Geismannsaal als Festbau mit der größten Kapazität am Ort (2000 Personen) über fast ein ganzes Jahrhundert den gesellschaftlichen Mittelpunkt der Stadtgemeinschaft dar.

## Heute
Tribut zollte die Tucher Brauerei diesem Saal mit der Neuauflage des Geismann-Poculators, der wiederentdeckten Fürther Spezialität, die ab 2006 im Rahmen eines dreitägigen Festes, im Zelt mit dem Namen Geismannhalle auf der Fürther Freiheit ausgeschenkt wurde.

Besonders in der Fürther Musikszene wird das Fehlen des Geismannsaals immer wieder bedauert und so erklärten die beiden mit Bands wie cry freedom eben auch gerade hier im Geismannsaal bekannt gewordenen Fürther Musiker Klaus Braun-Hessing und Rudi Madsius ihr 40-jähriges Bühnenjubiläum ebenfalls zu einer Reminiszenz an den Geismannsaal und die dort stattfindende "Rock-Night": 

„Es ist schade, dass es in Fürth, nachdem auch der Schlachthof umgestaltet wurde, keinen adäquaten Saal mehr für Pop- und Rockmusik im mittleren Zuschauerbereich gibt.“

Die Fürther Band The Travelling Playmates bedauert im Lied „Fädd“ vom 2008 erschienenen Album „Gscheid Bläid“:

„… und bei jeder Kärwa stößt's mir immer wieder auf: Der Geismannsaal ist auch nicht mehr da.“